# Ornitózis
Az ornitózis, más néven papagájkór (psittacosis) kórokozója a Chlamydia psittaci baktérium, mely madarak és részben emlősök különböző szerveiben fordul elő. A fertőzés gyakran tünetmentes, esetleg a tünetek néhány szervre korlátozódnak (pl. ízületi gyulladás), ritkán az egész testre kiterjedő, súlyos betegség alakulhat ki. A madarakban a fertőzés többnyire tünetmentes. A madarakkal foglalkozó emberek közt foglalkozási ártalomnak tekinthető, de emberről emberre nem terjed. A baktériumnak egyes papagájfajok által hordozott törzsei különösen heves betegséget okozhatnak az emberben.